# Dniprowe
Dniprowe (ukrainisch Дніпрове; russisch Днепровое Dneprowoje ehemaliger deutscher Name: Jamburg) ist ein Dorf in der Oblast Dnipropetrowsk in der Ukraine mit etwa 200 Einwohnern.

## Geographie
Dniprowe liegt im Süden des Rajon Dnipro an der Mündung der Mokra Sura in den zum Saporischja-Stausee angestauten Dnepr. Der Flughafen Dnipro liegt 3 km im Nordwesten und das Dorf Woloske (ukrainisch Волоське) liegt im Süden am gegenüberliegenden Ufer der Mokra Sura.
Am 14. August 2015 wurde das Dorf ein Teil der neugegründeten Landgemeinde Nowooleksandriwka, bis dahin war sie ein Teil der Landratsgemeinde Nowooleksandriwka (Новоолександрівська сільська рада/Nowooleksandriwska silska rada) im Südosten des Rajons Dnipro.

## Geschichte
Das im frühen 19. Jahrhundert von deutschen Einwanderern besiedelte Dorf mit dem damaligen Namen Jamburg gehörte zur Schwedenkolonie bei Jekaterinoslaw. Jamburg am Dnepr mit seinen jüngeren Tochterkolonien war die die einzige russlanddeutsche Siedlung mit bairischer Mundart.
In den Deutschen Kolonien bei St. Petersburg u. a. der Kolonie Jamburg fehlte es an Ackerland für die mittlerweile herangewachsenen Kinder. Die Bayern konnten sich auch den rauen Witterungsverhältnissen des Nordens nicht gut anpassen und ersuchten um Umsiedlung nach Südrussland. Schließlich wurde ihnen 17 Werst von Ekaterinoslav am Dnepr Land zugeteilt, in der Nähe der Mündung des Flüsschens Mokraja Sura, wo die Kolonie Jamburg am Dnepr entstand. Die Bewohner waren Katholiken. Die in der Kolonie am meisten vertretenen Familiennamen waren Klass, Donhauser, Illenseher, Odinger, Pfeifer, Klein, Blank, Neimeier. Die Bewohner betrieben zunächst nur Landwirtschaft, obwohl sie an einem wasser- und fischreichen Fluss wohnten, in unmittelbarer Nachbarschaft großer ukrainischer Fischer- und Schifferdörfer.
Im Jahr 1859 gab es in der deutschen Kolonie Jamburg eine römisch-katholische Kirche und 1394 Einwohner (davon 759 Männer und 635 Frauen), die in 140 Haushalten lebten.
1886 lebten 1409 Menschen im Dorf. Es hatte 70 Häuser, zusätzlich zur katholischen eine orthodoxe Kirche sowie eine Schule.
Ab 1873 begannen die Jamburger mit der Gründung von Tochterkolonien. Zu diesen Kolonien gehörten: Marienfeld = Deutsch-Voronoj (gegründet 1873), Chutor Klaß = Weiler Klaß (gegründet 1878), Katharinenhof = Ekaterinovka (gegründet 1887),
Kudasevka (gegründet 1887) und Rot-Jamburg (gegründet 1925). Alle diese Kolonien befanden sich auf dem Territorium des Dnepropetrovsker Gebietes. Außerdem nahmen die Jamburger an der Gründung zweier sprachlich gemischter Kolonien teil – des Dorfes Serafimovka im Gebiet und des Dorfes Andreasfeld im Dongebiet.
Nach der Volkszählung von 1897 sank die Zahl der Einwohner auf 1135 (davon 618 Männer und 517 Frauen), von denen 1062 römisch-katholischen Glaubens waren.
Bis 1908 wuchs die Bevölkerung auf 2790 Personen (davon 1413 Männer und 1377 Frauen) in 457 Haushalten.
Unter sowjetischer Herrschaft wurde die deutschstämmige Bevölkerung vertrieben und das Dorf wurde in Dniprowe umbenannt.
Manche Siedlerfamilien waren jedoch weiter nach Sibirien gezogen, so dass zu Zeiten der Sowjetunion im Altaj-Gebiet Träger der bairischen Mundart aus Katharinenhof in der Ukraine dokumentiert wurden.
Bei der Volkszählung von 1989 wurde eine Einwohnerzahl von 190 Personen festgestellt, jedoch im Gegensatz zu den meisten Ortschaften in der Region wächst die Bevölkerung wieder.